# Kostel Narození Panny Marie (Hlasivo)
Kostel Narození Panny Marie, který se nachází v centru obce Hlasivo, je výraznou pamětihodností obce. Pochází z poloviny 14. stolení a z původního gotického stylu byl barokně přestavěný kolem roku 1746. Větší úpravy se dočkal roku 1929. Je to jednolodní kostel s pravoúhlým presbytářem a prostou vnitřní výzdobou.
V kostele se konají pravidelné nedělní bohoslužby.

Součástí farnosti je hřbitovní kaple, která není v areálu kostela, ale je dnes součástí hřbitova, který je na jihovýchodním okraji obce.

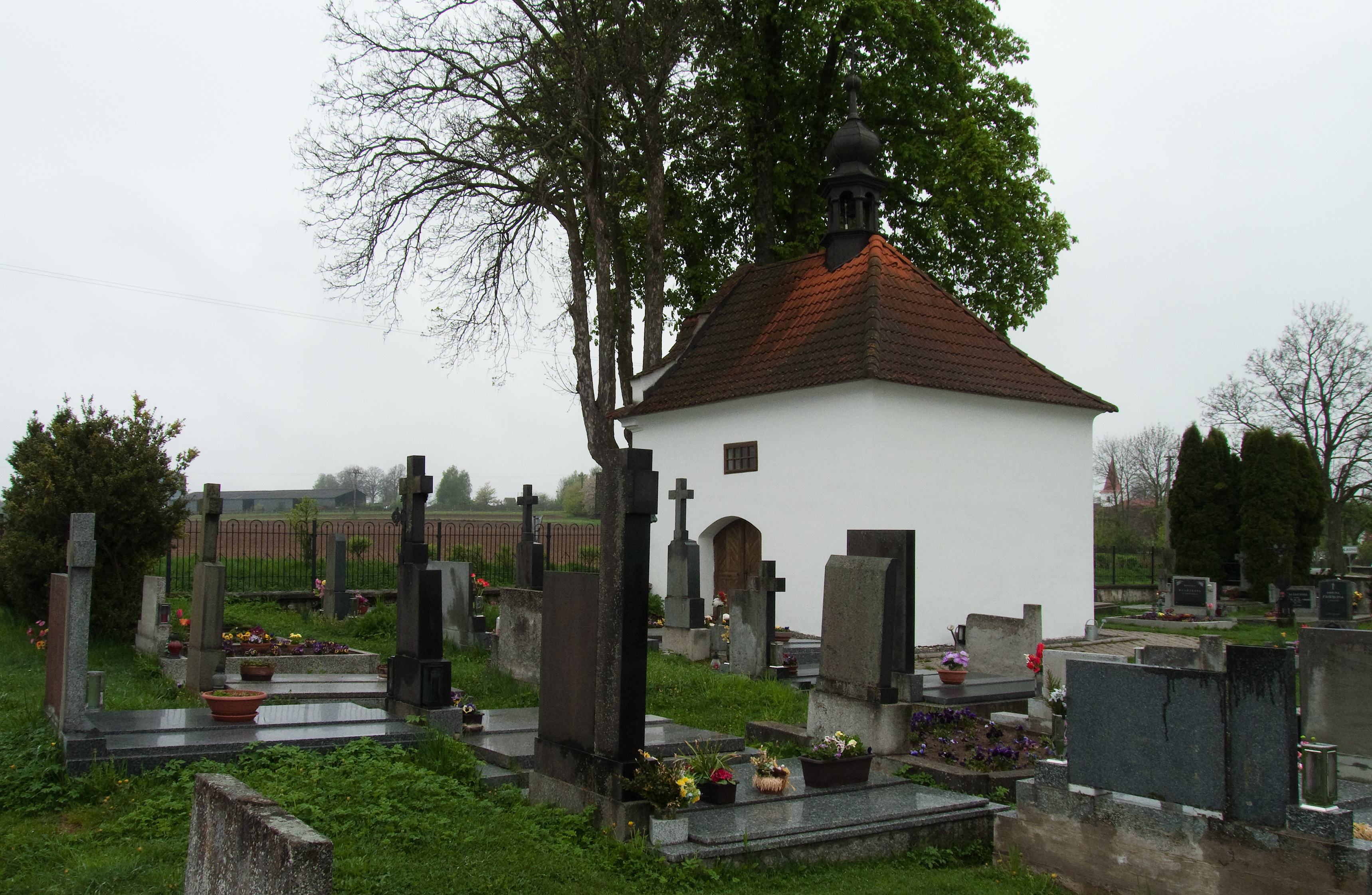
Hřbitovní kaple Hlasivo